# Zahra Bani
Zahra Bani (Mogadiscio, 31 dicembre 1979) è un'ex giavellottista italiana, vincitrice di due medaglie d'argento ai Giochi del Mediterraneo e diciassette titoli nazionali.

## Biografia
Nata a Mogadiscio, da padre italiano e madre somala, Zahra Bani si trasferisce in Italia, a Giaveno in provincia di Torino, all'età di 10 anni. Dopo essersi dedicata da ragazza alla pallavolo, inizia ad avvicinarsi all'atletica leggera seguendo le orme dei suoi tre fratelli, nell'Unione Sportiva La Salle di Giaveno, per continuare poi l'attività agonistica nella Sisport Fiat di Torino, sotto le cure del tecnico Carlo Lievore, che la seguirà fino al 2002, anno della morte del tecnico.
La sua crescita sportiva viene rallentata da diversi guai fisici, tra cui un guaio al gomito nel 2003 e un'operazione di appendicite subita nell'aprile 2004 che le fa perdere i Giochi olimpici di Atene. La definitiva consacrazione arriva al Memorial Primo Nebiolo del 2005, a Torino, con un lancio di 62,54 m confermato anche in Coppa Europa a Firenze due settimane più tardi.
Durante la finale dei Mondiali di Helsinki stabilisce il proprio primato personale con la misura di 62,75 m, seconda misura italiana di sempre nel lancio del giavellotto dietro solamente al primato di Claudia Coslovich. Il suo nuovo record le permette di concludere la gara con un onorevole quinto posto. Gli ottimi risultati della stagione le permettono di essere reclutata dal Gruppo Sportivo Fiamme Azzurre al termine della stagione.
Nel 2006 altri guai fisici la condizionano nella gara degli Europei di Göteborg dove riesce comunque a classificarsi 9ª. L'anno seguente, ai Mondiali di Osaka non va oltre le qualificazioni così come nel 2008 ai Giochi olimpici di Pechino dove non riesce ad accedere alla finale a causa di tre lanci nulli. A settembre alla IAAF World Athletics Final di Stoccarda ottiene un buon 4º posto con 60,22 m.

## Palmarès
| Anno | Manifestazione          | Sede       | Evento                 | Risultato | Prestazione | Note                          |
| ---- | ----------------------- | ---------- | ---------------------- | --------- | ----------- | ----------------------------- |
| 1998 | Mondiali U20            | Annecy     | Lancio del giavellotto | 26ª       | 44,38 m     |                               |
| 1999 | Europei U23             | Göteborg   | Lancio del giavellotto | 6ª        | 51,90 m     |                               |
| 2005 | Giochi del Mediterraneo | Almería    | Lancio del giavellotto | Argento   | 62,36 m     |                               |
| 2005 | Mondiali                | Helsinki   | Lancio del giavellotto | 5ª        | 62,75 m     | Miglior prestazione personale |
| 2005 | Universiadi             | Smirne     | Lancio del giavellotto | 6ª        | 55,02 m     |                               |
| 2006 | Europei                 | Göteborg   | Lancio del giavellotto | 9ª        | 57,91 m     |                               |
| 2007 | Mondiali                | Osaka      | Lancio del giavellotto | 14ª (q)   | 59,02 m     |                               |
| 2008 | Giochi olimpici         | Pechino    | Lancio del giavellotto | nm (q)    | nm (q)      |                               |
| 2009 | Giochi del Mediterraneo | Pescara    | Lancio del giavellotto | Argento   | 60,65 m     |                               |
| 2010 | Europei                 | Barcellona | Lancio del giavellotto | 11ª       | 53,67 m     |                               |
| 2011 | Mondiali                | Taegu      | Lancio del giavellotto | 13ª (q)   | 58,92 m     |                               |
| 2012 | Europei                 | Helsinki   | Lancio del giavellotto | 12ª       | 53,40 m     |                               |

## Campionati nazionali
- 7 volte campionessa nazionale assoluta del lancio del giavellotto (2005, 2006, 2009, 2010, 2011, 2012, 2017)
- 9 volte campionessa nazionale invernale del lancio del giavellotto (2006, 2008, 2009, 2010, 2011, 2012, 2013, 2015, 2017)

## Altre competizioni internazionali
2005
- Bronzo in Coppa Europa ( Firenze), lancio del giavellotto - 61,66 m
- 8ª alla World Athletics Final ( Monaco), lancio del giavellotto - 55,02 m

2006
- 6ª alla World Athletics Final ( Stoccarda), lancio del giavellotto - 60,54 m

2007
- Bronzo in Coppa Europa invernale di lanci ( Jalta), lancio del giavellotto - 58,95 m

2008
- Bronzo in Coppa Europa invernale di lanci ( Spalato), lancio del giavellotto - 59,42 m
- Bronzo in Coppa Europa ( Annecy), lancio del giavellotto - 58,13 m
- 4ª alla World Athletics Final ( Stoccarda), lancio del giavellotto - 60,22 m

2009
- 4ª agli Europei a squadre ( Leiria), lancio del giavellotto - 59,11 m

2010
- 7ª agli Europei a squadre ( Bergen), lancio del giavellotto - 54,79 m

2011
- 6ª agli Europei a squadre ( Stoccolma), lancio del giavellotto - 55,92 m